# Плая-дель-Инглес

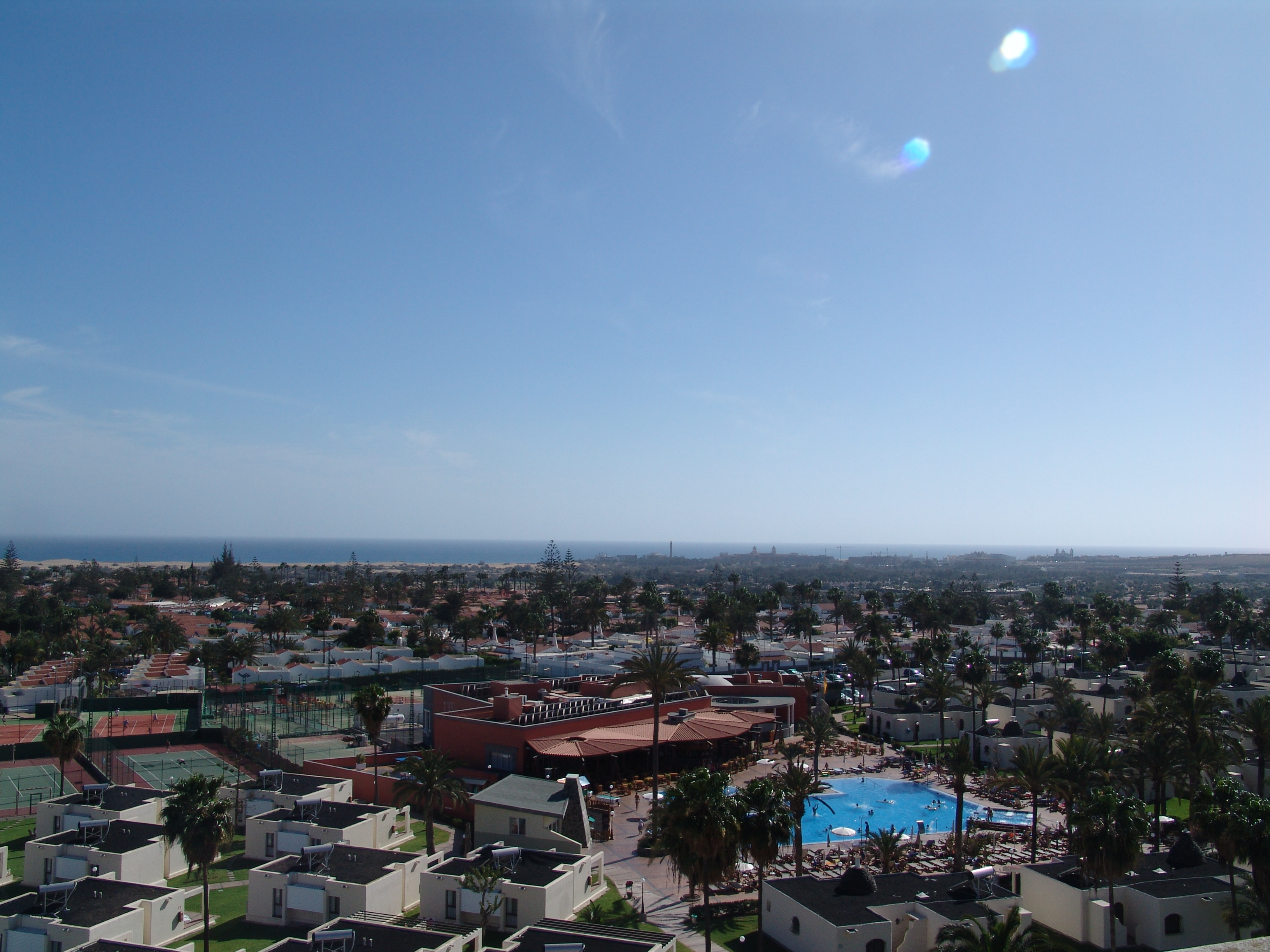
Отель в Плая-дель-Инглес

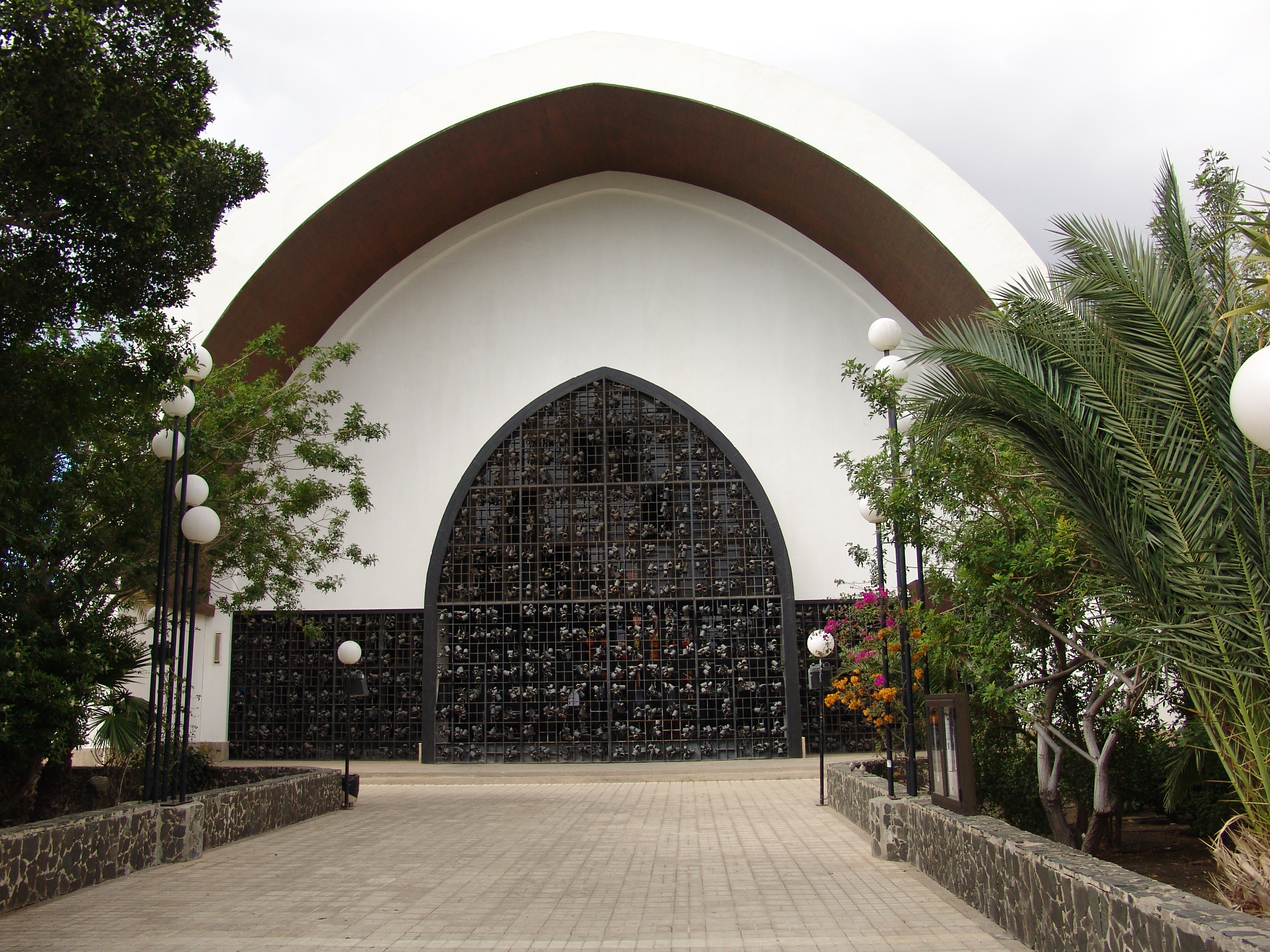
Templo Ecumenico

Плая-дель-Инглес (исп. Playa del Ingles — «пляж англичанина») — морской курорт на южном берегу острова Гран-Канария. Это туристическая зона, являющаяся частью Маспаломаса и расположенная в муниципалитете Сан-Бартоломе-де-Тирахана.

## Описание

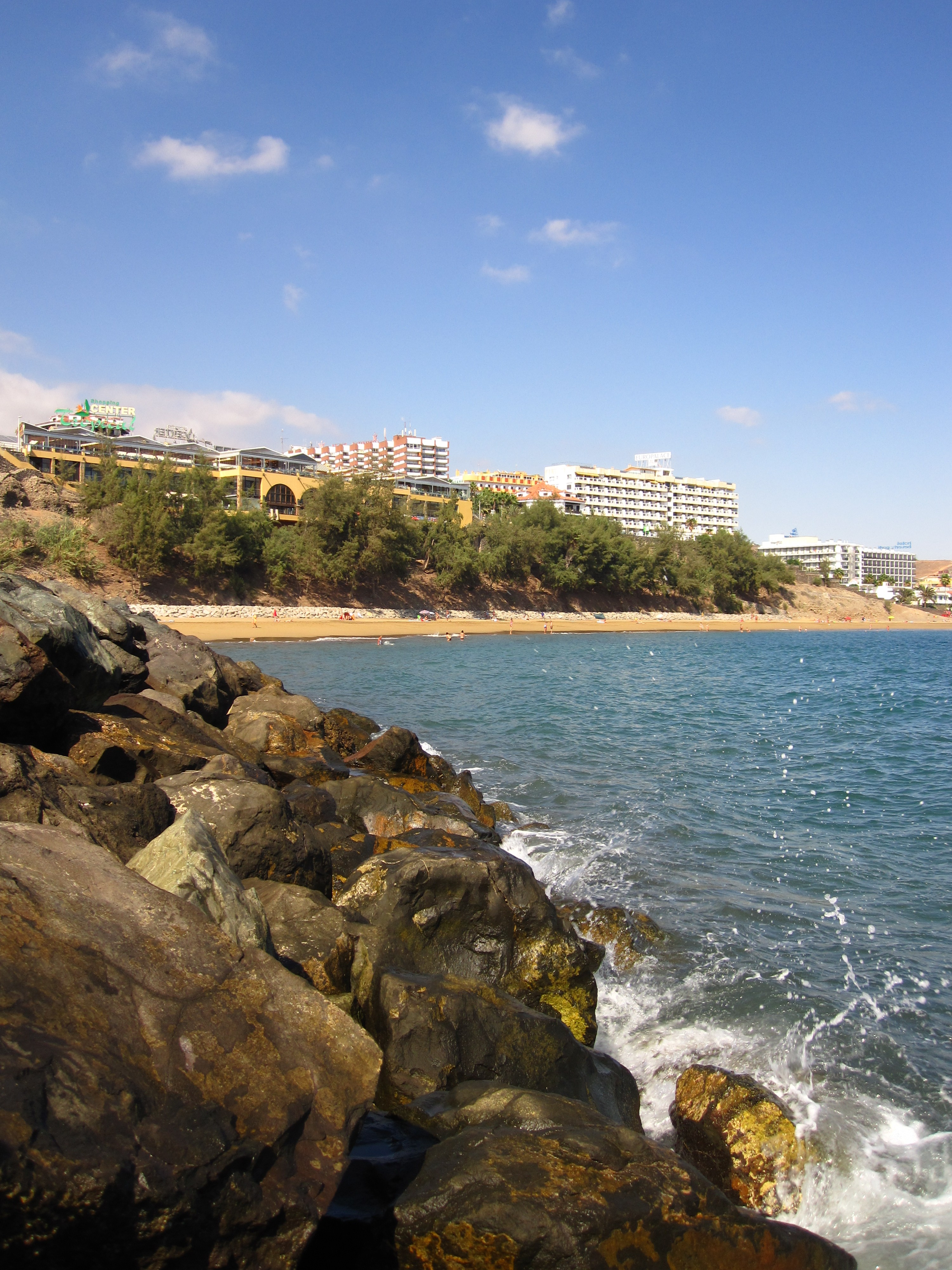
Вид на пляж в Плая-дель-Инглес

Существует несколько версий происхождения названия. По одной из наиболее вероятных версий, в начале XX века на этой ещё не обустроенной местности стала регулярно отдыхать французская богема, однако местное население называло их англичанами.
Плая-дель-Инглес – это протяженный пляж с высокими песчаными дюнами, граничащий с одной стороны с Сан-Агустином, а с другой – с центром Маспаломаса.
До 1960-х годов на территории нынешнего курорта была пустынная местность. Затем началось масштабное строительство туристической зоны. В последнее время она подверглась реконструкции из-за того, что постройки из больших бетонных блоков резко контрастировали с окрестным ландшафтом.
Население Плая-дель-Инглес составило 17 158 человек в 2002 году и продолжает расти.

## Инфраструктура
- В Плайе-дель-Инглес есть школы, лицеи, гимназии, церкви, банки и плазы.